# Australian Signals Directorate
Australian Signals Directorate (ASD, w wolnym tłumaczeniu: Wojskowa Dyrekcja ds. Sygnałów, do 2013 Defence Signals Directorate, DSD) – australijska wojskowa służba specjalna zajmująca się wywiadem elektronicznym. Stanowi integralną część Departamentu Obrony Australii, zaś około 1/3 jej personelu stanowią żołnierze służby czynnej. Powstała w listopadzie 1947 roku pod nazwą Defence Signals Bureau, przy bliskiej współpracy brytyjskiej Government Communications Headquarters (GCHQ). Od 1978 działa pod obecną nazwą. Aż do 1977 sam fakt jej istnienia stanowił tajemnicę państwową. Dopiero premier Malcolm Fraser w jednym z wystąpień w parlamencie oficjalnie powiadomił o jej funkcjonowaniu. Do 1992 siedzibą agencji było Melbourne. Od tego czasu jest nią Canberra.
DSD jest jedną z pięciu służb wywiadowczych współtworzących system nasłuchu elektronicznego UKUSA, szerzej znany jako Echelon. Obszarem szczególnej odpowiedzialności Australijczyków w ramach tej międzynarodowej sieci jest obszar Azji Południowo-Wschodniej i południowa część terytorium Chin. Choć oficjalnie lokalizacja stacji nasłuchowych DSD jest tajna, publicznie mówi się o istnieniu takich instalacji w bazach wojskowych w Kojarenie (Australia Zachodnia) i Shoal Bay (Terytorium Północne). Podobne urządzenia znajdują się też w tajnej australijsko-amerykańskiej bazie w Pine Gap niedaleko Alice Springs. Spekuluje się, iż DSD wykorzystuje również aparaturę nasłuchową zainstalowaną w części australijskich placówek dyplomatycznych.
DSD oprócz działalności wywiadowczej zajmuje się także doradzaniem australijskim instytucjom państwowym w zakresie tego, jak zabezpieczyć się przed przechwyceniem ich tajemnic przez jej odpowiedniczki z innych państw, a także inne niepowołane osoby i organizacje.